# Вассен (Швейцария)
Вассен (нем. Wassen) — коммуна в Швейцарии, в кантоне Ури, недалеко от перевала Зустенпасс . 
Население составляет 465 человек (на 31 декабря 2006 года). Официальный код  —  1220.